# Azul de alcian

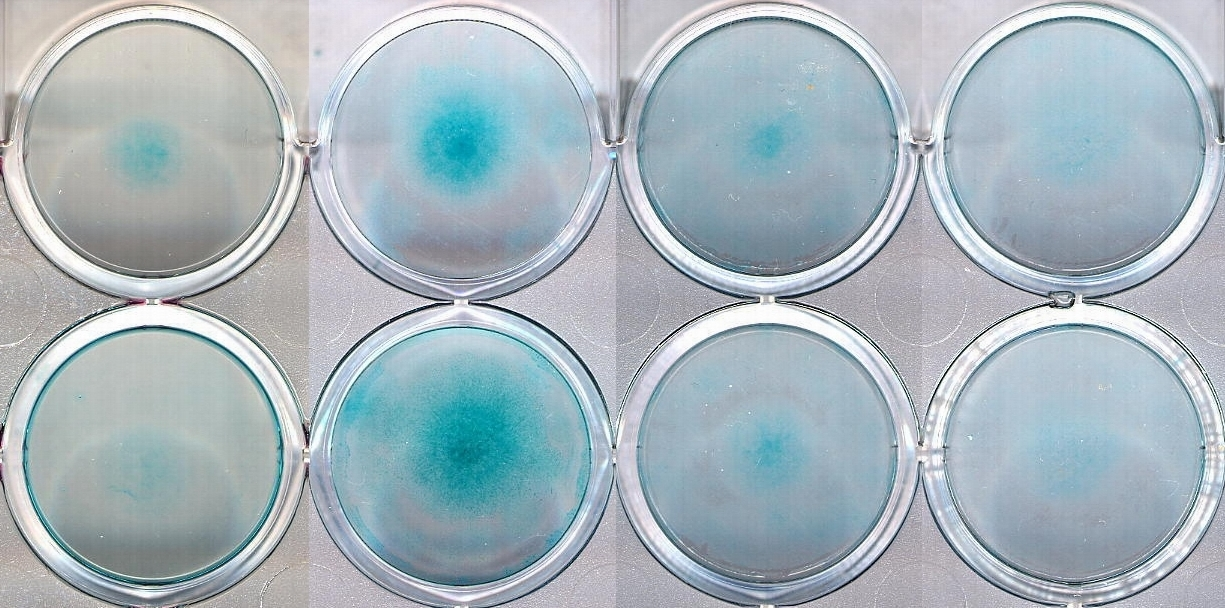
Culturas de micromassa de células C3H-10T1/2 em tensões variadas de oxigênio coloridas com azul de Alcian.

Azul de alcian (/ˈælʃən/), azul alcian, citado também como azul alciano ou azul alcião, é qualquer membro de uma família de corantes básicos polivalentes, dos quais o azul de Alcian 8G (também chamado azul de Ingrain 1, e C.I. 74240, formalmente chamado azul de Alcian 8GX do nome de uma batelada de um produto da ICI) tem sido historicamente o membro mais comum e mais confiável.
É usado para colorir polissacáridos ácidos tais como glicosaminoglicanos em cartilagens e outras estruturas corporais, alguns tipos de mucopolissacárideos, glicocálix sialilado de células, etc. Para muitos desses alvos é um dos mais amplamente utilizados corantes catiônicos tanto para microscopia ótica e eletrônica. O uso de azul de Alcian tem historicamente sido um método popular de coloração em histologia especialmente para microscopia ótica em seções embebidas em parafina e em seções semifinas. As partes de tecido que coram especificamente por este corante tornam-se azuis a azul-esverdeadas após a coloração e são chamadas "alcianofílicas" (semelhante a "eosinofílica" ou "sudanofílica"). Quantidades excessivas de mucosubstâncias são vistas em mesoteliomas. Resultados incluem mucossubstâncias fortemente ácidas que são coradas de azul a púrpura, os núcleos são coloridos de  rosa a vermelho e o citoplasma de rosa pálido.
Coloração com azul de Alcian pode ser comparada com os métodos de coloração H&E, PAS e van Gieson. Azul de Alcian pode ser usado para quantificar glicanos ácidos tanto em quantificação microespectrofotométrica em solução ou por coloração de glicoproteínas em géis de poliacrilamida ou sobre "western blots".
Os bioquímicos o tem utilizado para ensaiar polissacarídeos ácidos na urina desde a década de 1960 para o diagnóstico de doenças como mucopolissacaridose, mas a partir dos anos 1970, em parte devido à falta de disponibilidade de azul dr Alcian e em parte devido à duração e da natureza tediosa do procedimento, desenvolveu-se "e.g." o método azul de dimetilmetileno (DMB, dimethyl methylene blue).
Prof. J. E. Scott, a primeira pessoa fora da indústria de corantes a quebrar o segredo químico deste corante comentou:
"Provavelmente nenhum outro corante foi aplicado a tal variedade de problemas em biologia e medicina. Por outro lado, nenhum outro corante tinha uma história como o azul de alcian."
Além de sua ampla utilização como um corante, o azul de alcian também tem sido usado em outras aplicações diversas e.g. como agente gelificante para fluidos lubrificantes, modificadores para elétrodos, agentes de revestimento carregados, etc.

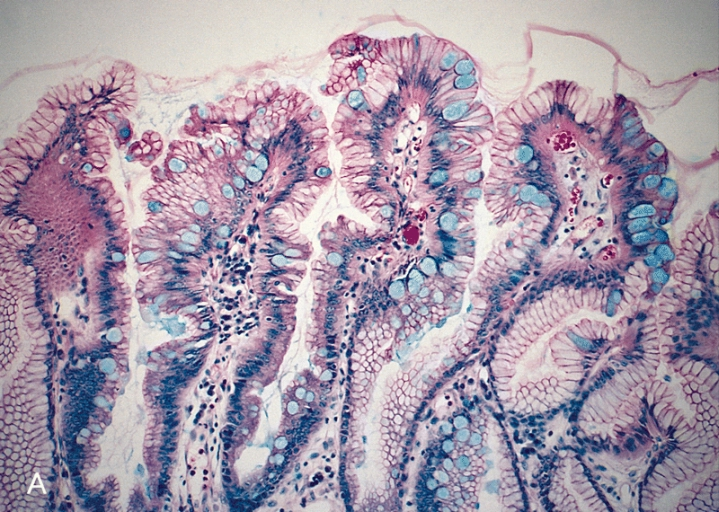
Corante azul de alcian destacando as Células caliciformesl de esôfago de Barrett.

## História
O pigmento azul Monastral encontrado revestindo o interior de vasos de cobre usados para processar derivados de ácido ftálico tinha levado à descoberta da ftalocianina em 1907. Atraído pelo brilho, estabilidade e insolubilidade deste cromóforo, foram feitas tentativas para modificá-lo reversivelmente de modo que fosse levado para dentro de tecido em uma solução e então facilmente precipitado (impregnado, em inglês ingrained) em um depósito inlixiviável mas finamente bem disperso (então o nome "corante ingrain"). Dessa tentativa, azul de alcian (azul Ingrain 1) foi primeiramente sintetizado pelo departamento de corantes da ICI sob direção de N. H. Haddock e C. Wood no início dos anos 1940, vindo a ser patenteado em 1947, originalmente como um corante têxtil. Embora a popularidade do azu lalcian tenha se expandido exponencialmente, a dificuldade envolvida na sua produção devido a etapas intermediárias  perigosos ao meio ambiente fez a sua disponibilidade difícil e a ICI parou de produzi-lo em 1973. Muitas das fontes alternativas vendem corantes de similar coloração mas que produzem tingimentos não confiáveis.
O professor J. E. Scott trabalhou para decifrar a química do azul de alcian, a qual era conhecida apenas pela indústria, mas mantida como um rígido segredo comercial. Depois de gastar 3 anos-homens de esforço (o que teria sido desnecessário se a indústria tivesse divulgado os resultados) em 1972 ele publicou a estrutura do azul de alcian e foi capaz levar a ICI a confirmá-lo em 1973, aliás, na mesma época em que a ICI também acabara de deixá-lo de produzir..
Após a crise interina nos anos 1970 quando a ICI teve que parar, tem sido agora fabricação industrial alternativa ambientalmente segura deste corante que é suposto ser produzido, bem como 8GX, mas é chamado 8G, uma vez que é feito de forma diferente. Na tentativa de responder qual era a importância de descobrir um método alternativo de fabricação deste composto, uma empresa (Anatech Ltd, USA) que remanufaturava azul de alcian diz:
"Azul de alcian é altamente seletivo para as substância dos tecidos (vivos) (dado o pH adequado para a solução), e forma complexos insolúveis que resistir ao tratamento subsequente severo (como o PAS) sem descoloração. Isso é o que torna este corante tão importante. Algum outro corante tem esse atributo? Sim, dois outros para ser exato, de milhares listados no Colour Index e  Corantes Biológicos de Conn ("'Conn's Biological Stains"')." Estes dois são 'amarelo de Alcian' e vermelho básico 18, os quais são novamente ambos igualmente indisponíveis e também lhes falta o contraste brilhante do azul.

## Etimologia e o uso do nome com maiúscula de "Alcian"

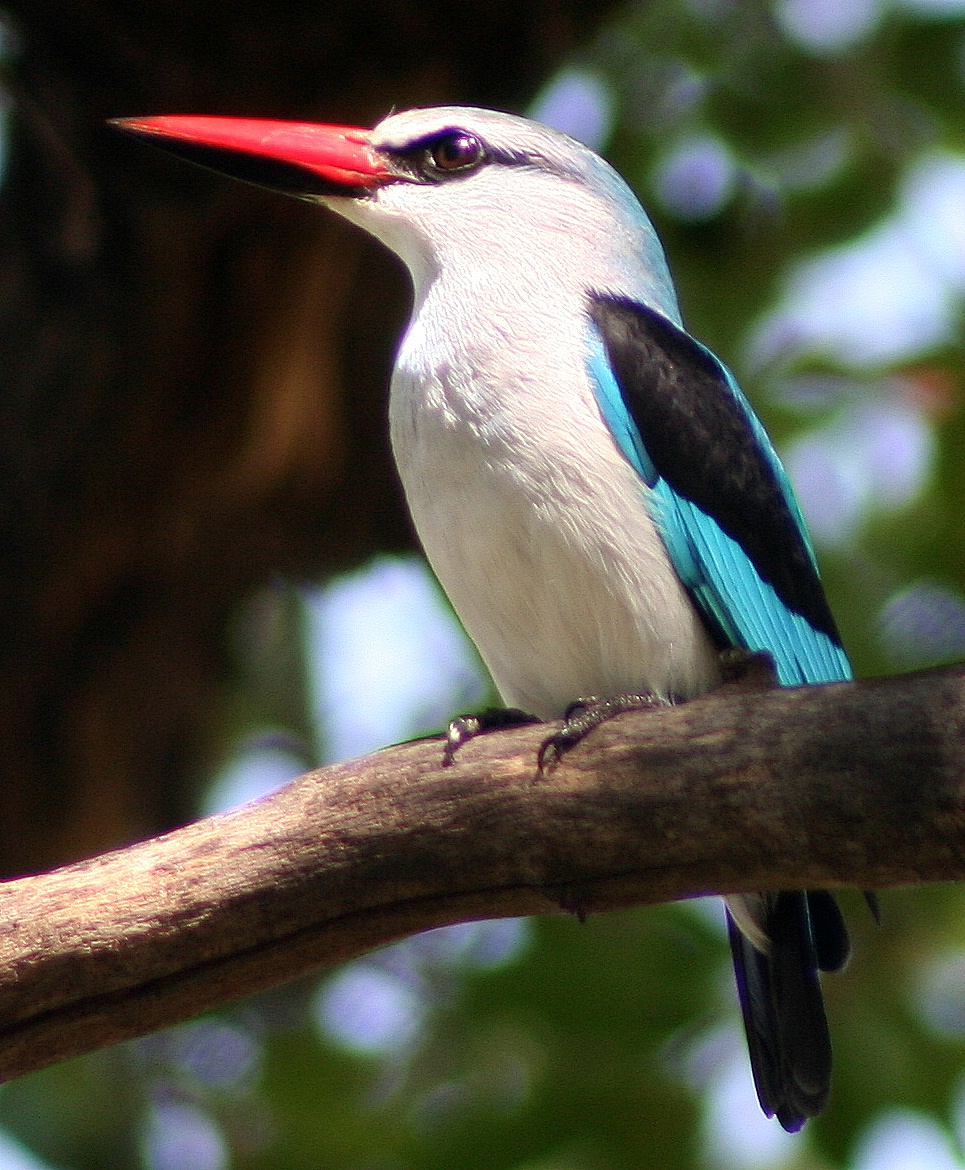
Um dos martins pescadores, Halcyon, cujo nome vem de um mito grego onde Alcíone foi convertida a este pássaro e causou a calma dos mares durante os dias de Alcíone.

A etimologia do nome não é certa, e se o uso de maiúscula é uma escolha de estilo editorial. Dois dicionários científicos e médicos principais usam minúsculas, mas há também um apoio digno para o estilo com maiúsculas (discutido abaixo). De acordo com o dicionário de etimologia química da Elsevier, o "Alcian" no azul de Alcian pode ter sido cunhado pela contração (e pela alteração ligeira) de ftalocianina.". O dicionário Oxford online menciona que há uma marca registrada e também especifica
"Anos 1940: Alcian talvez de (ft)al(o)cian(ina) com um soletrar fonético".
Esta hipótese é consistente com o nome de verde alcian, o qual é uma tetrafenil-ftalocianina com cobre.
Entretanto Prof. J. E. Scott, que tinha desvendado a química do azul de Alcian independentemente e mais tarde recebeu a confirmação do fabricante (ICI) escreveu que Alcian era uma marca registrada que a ICI preferred to be spelt starting com uma maiúscula "A", e presumia que tinha vindo da palavra do inglês antigo "halcyon", a qual tem martins pescadores Halcyon e as calmarias marítimas chamadas dias de Alcíone". Prof. Scott também afirma que verde alcian verde era meramente uma mistura de azul de alcian e amarelo de alcian e não um composto único, o que é também apoiado por dados de cromatografia em camada delgada de várias fontes, e.g. trabalhos por outro especialista em corantes, Prof. R. W. Horobin—um dos dois editores chefe da 10a edição do Conn's Biological Stains Manual (Manual de Corantes Biológicos de Conn), obra de 75 anos de idade, publicada em nome da Biological Stain Commission (Comissão de Corantes Biológicos).
Amarelo de alcian é um corante azo não tendo qualquer anel ftalocianina nem qualquer das cores dos pássaros martins pescadores Halcyon, mas em comum com Alcian azul, tem cadeias laterais carregadas hidrolizáveis tiouronium e a estabilidade similar do colorido produto final. Por outro lado, existem outros corantes ftalocianina tais como azul rápido Luxol e azul Durazol, os quais não teriam adquirido "Alcian" como uma parte de seus nomes.

## Propriedades físicas

### Cor
O azul de alcian sólido é obtido como cristais pretos esverdeados (ou algumas vezes violeta azulado escuro) com brilho metálico. A solução aquosa é azul-esverdeada brilhante. Embora o composto azul de alcian em si é instável (ver estabilidade abaixo) a coloração que produz é estável e brilhante.

### Falta paradoxal de metacromasia
Diferentemente das tiazinas tricíclicas (e.g. azul de toluidina, azul de metileno e azure A, etc.), as quais são metacromáticas devido a mudar de agregados monoméricos empilhados, azul de alcian é aparentemente ortocromático. Em comum com azul astra e outros corantes similares, esta propriedade que não mudança de cor quer por alteração na concentração ou por combinação com substratos, torna-o muito adequado para microespectrofotometria. A aparente falta de metacromasia não é por causa de ser verdadeiramente ortocromático mas porque "já está totalmente metacromático" em solução aquosa.

#### Máxima absorção afetada por agregação
Em solução aquosa grande número de moléculas de azul de alcian empilham-se juntos como micelas de grande tamanho, muito grande para serem dialisadas. Assim, mesmo numa dissolução bastante alta, tem uma absorção máxima a ~600–615 nm, a qual é na verdade não a máxima absorção de um monômero de corante mas do multímero. Uma vez que a luz absorvida é de espectro laranja-amarelo, a luz transmitida/refletida é percebida pelo nosso olho como a cor complementar ligeiramente azul esverdeado ou ciano. Em solução aquosa azuis de alcian continuam a ser metacromática em concentrações molares um centésimo daquelas em que azul de toluidina é principalmente ortocromática. Apenas com uma flexão muito pequena na curva de absorção a 670–680 nm representa o corante monomérico, o qual é usualmente uma minoria e se torna ainda menor (<108M) na presença de sais. Entretanto, quando o solvente é DMSO—um solvente não-prótico de constante dielétrica moderadamente alta, azul de alcian não agregado e um grande pico de absorção monomérico pode ser bem visualizado. Uma mudança espectral semelhante ao pico monomérico mais longo também é observada quando solventes como etanol (ou mistura de água de etanol) são usados como um veículo ou quando detergentes não-iônicos como Triton X-100 são usados, que tornam micelas exógenas.

### Coeficiente de extinção molar
Azul de alcian contém a estrutura ftalocianina, uma dos mais cromóforos mais altamente coloridos ainda conhecido com um extinção molar de 120 mil i.e. azul de alcian é detectável a metade da concentração molar de corantes populares como azul de toluidina, triarilmetanos (e.g. pararosanilina e as bases de Schiff análogas usadas em coloração PAS, Violeta cristal em coloração de Gram), etc.

### Solubilidade
É solúvel em água. Quando cada um dos pares de substituintes nos nitrogênios do grupo pendente são toluilo, a solubilidade em água a 20 °C é aproximadamente 9,5% m/m ; e similarmente algumas outras solubilidades são: 6,0% em etanol absoluto, 6,0% em Cellosolve e 3,25% em etilenoglicol, enquanto é é praticamente insolúvel em xileno. Em termos relativos/particionados, azul de alcian 8G tem um coeficiente de partição de (octanol) "LogP" de −9,7, sugerindo que é bastante solúvel em água (lipossolúvel se LogP>0, e bons corantes de lípidos geralmente tem um LogP>+7). Metanol é um substituto aceitável para etanol como um veículo potencial para azul de alcian, mas isopropanol não é, porque, dentro de algumas horas todos o azul de alcian em suspensão de precipita se isopropanol é tentado como um veículo.

### Ponto de fusão
A amostra do composto com Merck Index número 218 tem um ponto de fusão de 148 °C.

## Química
É um corante básico (catiônico) tetravalente com um cobre (Cu2+, coordenação 4 de 6, configuração orbital d9 com distorção Jahn–Teller) do núcleo de ftalocianina (CuPc) com três ou quatro cadeias laterais pendentes isotiourônio conferindo seu volume e cargas positivas. Para se qualificar como um membro da família azul de alcian, tem de haver pelo menos 2 cadeias laterais e as misturas tem frequentemente 3 cadeias em média para se qualificarem como 8G. Quatro grupos tetrametil-isotiourônio por molécula são mostrados na imagem. A ICI tinha reivindicado uma média de cerca de três cadeias laterais por molécula, mas análises pelo laboratório do Prof Scotts sugeriram entre três e quatro. A maioria deles está nas posições 2(3), como na fórmula e às vezes uma representação animada usa a ponte de metileno que cruza a ligação entre estas duas posições para indicar que poderia ligar qualquer uma destas duas posições. Um grande número de isômeros, diferindo nas posições dos grupos catiônicos,são possíveis. Azul de alcian 7GX carrega menos grupos isotiourônio que 8GX. Similarmente 5GX e 2GX pode ter ainda menos grupos laterais, mas tal não foi rigorosamente comprovado.
O núcleo aromático ftalocianina tem um grande sistema conjugado com um número de ligação conjugada (CBN, conjugated bond number) de 48. No entanto, são as cargas sobre os grupos laterais isotiourônio que ainda o mantém solúvel em água. Estes grupos laterais podem transportar substituintes alquilo ou arilo mais volumosos em vez dos grupos metilo 8x2 como na imagem dada. Estes grupos separaram-se do anel macrocíclico durante a lavagem no final da coloração ou por determinadas condições (por exemplo, pH acima de 5,6) ou durante a degradação espontânea.
Os metais no núcleo ftalocianina e grupos substituídos diretamente ligados ao núcleo aromático determina as cores dos membros da família ftalocianinas metálicas, e.g. azul de alcian e o ftalocianina de cobre são azuis, mas bromados ou ftalocianina de cobre clorada e ftalocianina de cobre sulfonada são verdes.
Azul de alcian tem uma relativamente alta solubilidade em soluções salinas e colore mais lentamente que outros corantes. Pela alteração do pH ou concentrações de sal no ambiente padrões de coloração características podem ser obtidos.

### Coloração de pH controlado
Em pH 1,0 colore somente polissacáridos sulfatados e a pH 2,5 também colore grupos carboxilas contidos em açúcares tais como ácidos siálicos e ácidos urônicos intensificam a coloração de ácidos hialurônicos, os quais também se colorem ainda que relativamente fracamente por seus meios ésteres sulfato a pH 1,0.

### Coloração de eletrólito controlado
Um método de coloração onde a um pH fixo de aproximadamente 5,5, diferentes concentrações salinas críticas (classicamente MgCl2, but NaCl, KCl, LiBr são alternativas potenciais) podem ser usados onde o menor cátion salino (difusão mais rápida) compete com azul de alcian para ligar-se aos sítios aniônicos. Material alvo específico da concentração crítica de eletrólito (CEC, critical electrolyte concentration) é suposto como identificando seletivamente estruturas sulfatadas, carboxiladas e fosfatadas, por exemplo como os alvos.

### Estabilidade
Azul de alcian 8G, como um exceção a maioria de outros corantes pode deteriorais mesmo em estado sólido, alterando-se para um pigmento insolúvel, a  menos que seja o cloreto de variante piridina do azul de alcian (azul de alcian-tetrakis(metilpiridinium), CAS 123439-83-8, CB6503730, PubChem 24860335). A solução é instável a pH 5,6 e acima, a menos que MgCl2 seja usado como um estabilizante. De acordo com Prof. John A. Kiernan—um dos dois editores-chefes da 10a edição do Conn's Biological Stains Manual (Manual de Corantes Biológicos de Conn), obra de 75 anos de idade, publicada em nome da Biological Stain Commission:
Soluções ácidas de azul de alcian 8G são estáveis por alguns anos em minhas prateleiras. O manual de laboratório do Churukian dá uma vida de prateleira recomendada de 6 meses. Uma solução de azul de alcian com um precipitado deve ser descartada e substituída, não filtrada e utilizada.

### Explicação da seletividade da coloração
Ácidos nucleicos são geralmente basófilos porque tem uma lata densidade de cargas negativas devido à estrutura de açúcar fosfato. Entretanto, em contraste a outras bases, i.e. corantes catiônicos, azul de alcian usualmente (dado o pH certo e concentrações salinas, temperatura normal e duração em minutos, não horas) preferencialmente colore glicosaminoglicanos ácidos mas não a cromatina e substância de Nissl, cujo mecanismo foi um mistério por um longo tempo e várias teorias foram propostas. Embora a base presumida da coloração seja a sua carga positiva atraída por estruturas negativas (e.g. açúcares ácidos), volumosas (largura de 2,5–3 nm, comparado a azul de toluidina ~0.7 x1.1 nm) torna a sua difusão muito lenta em partes menos permeáveis do tecido e assim impede a coloração de estruturas altamente negativas mas compactas, tais como a cromatina e a substância de Nissl. Entretanto coloração prolongada (alguns dias a 25 °C) ou condições de denaturação de DNA pode permitir ao azul de alcian também colorir o núcleo. O isolamento da carga positiva da nuvem de elétrons aromáticos pelas pontes de metileno intervenientes faz com que as regiões carregadas positivas de íons "duros" sejam localizadas em contraste com íons “macios”, onde a carga é deslocalizada sobre toda a nuvem pi aromática. Quando estes cátions “duros” encontram os ânions “duros”, e.g. na forma de sulfato, formam sais sem relação com a natureza química precisa do ânion. Os sais resultantes são altamente estáveis mas podem ser trocados lentamente com alta concentração de sais. A lavagem com água ou tratamento alcalino após a coloração provoca a hidrólise catalisada por bases e a remoção das cadeias laterais positivas carregadas pendentes e o composto resultante é o azul de ftalocianina, o qual forma um precipitado de corante azul insolúvel em água. Os precipitados são tão robustos que resistem a condições adversas como o PAS ou outros tratamentos de contra-coloração e também desidratação e incorporação (em contraste, o azul de toluidina é parcialmente extraído durante a desidratação). Esta inacessibilidade é a base química da coloração ingrain para o qual o AB (azul ingrain 1) foi originalmente desenvolvido pela indústria de corantes.

## Produção e pureza
O azul de alcian histórico, de batelada em batelada produziu somente o 8GX (e.g. nem mesmo o 8GS) nas bateladas produzidas pela ICI, e foi posteriormente decidido ser aquele de uso biológico. Bateladas comercialmente disponíveis usualmente contendo aproximadamente 49% do verdadeiro corante e o restante sendo sulfato, ácido bórico, dextrina e outras impurezas e por vários métodos de extração elevando a extratos 80% puros podem ser obtidos. Na verdade, o corante não contém necessariamente todos os 4 substituintes mas pode conter 2 ou 3 deles e possuem vários isómeros geométricos. Mas, de qualquer forma, a fabricação de 8GX pela ICI foi cessada em meados da década de 1970 devido a perigos ambientais e lotes muito pequenos estavam disponíveis que foram recebidos de fontes alternativas. Apenas recentemente azul de alcian tem sido fabricado a granel utilizando procedimentos mais seguros, mas o produto mais recente novo não tem o sufixo X (ou S) uma vez que o processo de fabricação (e a composição exata do produto) é um pouco diferente .

## Segurança
Azul de alcian é um irritante dos olhos e trato respiratório. Azul de alcian sólido é um pó combustível e nunca deve ser manuseado perto do calor ou de uma chama. O aquecimento de azul de alcian produz fumos tóxicas de compostos de nitrogênio, destacadamente óxidos (NO, NO2, etc) óxidos de carbono (CO, CO2), óxidos de enxofre (SO2, SO3...) e compostos halogenados e alguns óxidos metálicos particulados. Pode reagir violentamente se misturado com materiais oxidantes. A solução de azul de alcian é um sensibilizante cutâneo e corrosivo (em parte devido ao pH ácido necessário para mantê-lo não hidrolisado em solução) e prejudicial pela absorção da pele. A maioria dos MSDS (material safety datasheet, Ficha de Dados de Segurança) de fornecedores mencionam que o efeito da ingestão não é conhecido ou os órgãos-alvos não são conhecidos. No entanto alguns mencionam que os órgãos-alvo em potencial são dentes e rins.

## Usos na indústria de corantes
Este corante foi originalmente descoberto pela ICI nos anos 1940 como um membro da competitiva indústria de corantes para o propósito de coloração industrial. Foi usado por algum tempo para tingir tecidos, produtos de couro e tintas. A ICI vendeu milhares de toneladas de azul de alcian e registrou várias patentes sobre o seu processo de fabrico para manter a sua química um rigoroso segredo. Entretanto ICI tinha problemas com a solubilidade do corante sob condições de tingimento têxtil, e várias mudanças no processo de fabricação foram feitas durante os anos 1950 e 1960.

## Usos em coloração biológica

### Interferência de droga na coloração
A droga tripanocida suramina é polissulfatada e dá uma reação positiva com azul de alcian mesmo a um pH 1. Assim, nos tecidos de um paciente sob tratamento com suramina o azul de alcian não pode ser usado ou interpretado confiavelmente.

## Outros usos como um corante ou pigmento
Em adição a seu uso como um pigmento ou corante azul de alcian também encontra outros usos em ciência dos materiais.

### Adesivo
Azul de alcian tem sido usado como um adesivo para ajudar a montar seções de glicol metacrilato em lâminas para microscopia de vidro (os quais tem grupos silicato negativamente carregados).

### Agente de revestimento
Azul de alcian, portando uma grande superfície aromática que pode participar em interações de Van der Waals assim como múltiplas cargas localizadas. Assim, pode formar revestimento sobre superfícies e modificar significativamente a propriedade da superfície e a carga. Algumas células em cultura crescem melhor em superfícies revestidas com carga positiva como poli-L-lisina ou poliornitina ou azul de alcian. Superfícies revestida de azul de alcian retém o glicocálix carregamento negativamente de maneira tão firme que ele pode até ser usado para cobrir uma camada de células e, em seguida, flutuar para descascar a cobertura ("destelhamento”, unroofing na literatura em inglês) para estudar o lado citoplásmico da membrana do plasma.

### Agente gelificante ou lubrificante
Azul de alcian tem sido usado como um agente gelificante para fluidos lubrificantes provavelmente devido às propriedades de empilhamento deste composto aromático macrocíclico.

### Componente de eletrodo
Outra aplicação é "eletrodo de pasta de carbono modificado com azul de alcian" (ABMCPE, Alcian Blue Modified Carbon Paste Electrode), o qual atua como um sensor redox altamente sensível comparado com “eletrodo de pasta de carbono descoberto”, ou “sem filme” (BCPE, Bare Carbon Paste Electrode) e exibe forte efeito de "promoção" e estabilidade.